# Troglohyphantes draconis
Troglohyphantes draconis är en spindelart som beskrevs av Christa L. Deeleman-Reinhold 1978. Troglohyphantes draconis ingår i släktet Troglohyphantes och familjen täckvävarspindlar.
Artens utbredningsområde är Makedonien. Inga underarter finns listade i Catalogue of Life.